# Тод (окръг, Минесота)
Окръг Тод (на английски: Todd County) е окръг в щата Минесота, Съединени американски щати. Площта му е 2536 km², а населението - 24 426 души (2000). Административен център е град Лонг Прери.